# دوازده‌لوزوجهی

لوزی‌پهلوی دوازده‌تایی.

دوازده‌لوزوجهی (به انگلیسی: Rhombic dodecahedron) یک شکل چندوجهی کوژ است که دوازده وجه لوزی‌شکل دارد.